# ルートヴィヒ・フリードリヒ (ヴュルテンベルク＝メンペルガルト公)
ルートヴィヒ・フリードリヒ（Herzog Ludwig Friedrich von Württemberg-Mömpelgard, 1586年1月29日 - 1631年1月26日）は、ヴュルテンベルク＝メンペルガルト公（在位：1617年 - 1631年）。ヴュルテンベルク公爵家の分枝である新メンペルガルト（モンベリアル）家（Jüngere Linie Württemberg-Mömpelgard）の始祖。

## 生涯
ヴュルテンベルク公フリードリヒ1世とその妻でアンハルト侯ヨアヒム・エルンストの娘であるジビュラの間の第5子、三男として、モンベリアル城（Château de Montbéliard）で生まれた。1617年5月28日、ルートヴィヒは他の弟たちとともに、長兄ヨハン・フリードリヒとの間に相続協定を結んだ。ルートヴィヒはヴュルテンベルク家領のうちモンベリアル伯領、リクヴィールなどライン川左岸にある地域全てを譲られ、独立した領邦君主としての地位も保障されて、新たな分家である新メンペルガルト家を起こした。
ルートヴィヒの領邦経営は三十年戦争によって困難な状況におかれ、モンベリアルは飢饉とペストの流行に苦しめられた。1628年に長兄ヨハン・フリードリヒが死去すると、後継者でまだ14歳だった甥のエーバーハルト3世の摂政および後見人に指名され、シュトゥットガルト宮廷に呼び戻された。ルートヴィヒによるヴュルテンベルク統治は、翌1629年に神聖ローマ皇帝フェルディナント2世が出した復旧勅令（Restitutionsedikt）によって最初から危機にさらされ、勅令に基づく皇帝軍の占領によって公国は領土のほぼ3分の1を失った。1630年11月に重病に罹ってモンベリアルに帰り、年明けに死去した。

## 子女
1617年7月14日にヘッセン＝ダルムシュタット方伯ルートヴィヒ5世の娘エリーザベト・マグダレーナ（1600年 - 1624年）と最初の結婚をし、2男1女をもうけたが、1624年に死別した。
- クリストフ（1620年 - 1621年）
- ヘンリエッテ・ルイーゼ（1623年 - 1650年） - 1642年、ブランデンブルク＝アンスバッハ辺境伯アルブレヒトと結婚
- レオポルト・フリードリヒ（1624年 - 1662年） - ヴュルテンベルク＝メンペルガルト公

1625年5月15日にナッサウ＝グライブルク伯ヨハン・カジミールの娘で先妻の従妹にあたるアンナ・エレオノーレ（1602年 - 1685年）と再婚し、間に2男1女をもうけた。
- ゲオルク（1626年 - 1699年） - ヴュルテンベルク＝メンペルガルト公
- ハインリヒ（1627年 - 1628年）
- ゲオルギーア・ルイーゼ（1630年）